# ドレイク・ロンドン
ドレイク・ロンドン（Drake London, 2001年7月24日 - ）は、アメリカ合衆国カリフォルニア州ムーアパーク出身のプロアメリカンフットボール選手。NFLのアトランタ・ファルコンズに所属している。ポジションはワイドレシーバー。

## 経歴

### カレッジ
USCに進学後、当初はフットボールと並行してバスケットボールもプレーしていたが、2年目以降はフットボールに専念した。3年目の2021年シーズンはエースとして活躍し、Pac-12の攻撃部門最優秀選手賞を受賞したが、右足首を痛めた影響で8試合の出場に留まった。このシーズン終了後、2022年のNFLドラフトにアーリーエントリーした。

#### 個人成績
| シーズン | 試合 | レシーブ | レシーブ | レシーブ | レシーブ | ラン | ラン | ラン | ラン |
| シーズン | 試合 | Rec      | Yds      | Avg      | TD       | Att  | Yds  | Avg  | TD   |
| -------- | ---- | -------- | -------- | -------- | -------- | ---- | ---- | ---- | ---- |
| 2019     | 13   | 39       | 567      | 14.5     | 5        | 0    | 0    | 0.0  | 0    |
| 2020     | 6    | 33       | 502      | 15.2     | 3        | 0    | 0    | 0.0  | 0    |
| 2021     | 8    | 88       | 1,084    | 12.3     | 7        | 1    | 2    | 2.0  | 0    |
| 通算     | 27   | 160      | 2,153    | 13.5     | 15       | 1    | 2    | 2.0  | 0    |
| Source:  |      |          |          |          |          |      |      |      |      |

### アトランタ・ファルコンズ
| 6 ft 3+7⁄8 in (193 cm)      | 219 lb (99 kg) | 33 in (84 cm) | 9+3⁄8 in (24 cm) |
| All values from NFL Combine |                |               |                  |

ドラフト全体8位でアトランタ・ファルコンズから指名され、その後ルーキー契約を結んだ。

#### 2022年シーズン
第2週のロサンゼルス・ラムズ戦にて、マーカス・マリオタのパスを受けてキャリア初のタッチダウンを記録した。シーズンでは72レシーブ、866レシーブ獲得ヤード、4タッチダウンを記録した。

#### 2023年シーズン
16試合に先発出場し、69レシーブ、905レシーブ獲得ヤード、2タッチダウンを記録した。

#### 2024年シーズン
全17試合に先発出場し、100レシーブ、1,271レシーブ獲得ヤード、9タッチダウンを記録した。

#### 2025年シーズン
2025年4月30日、チームから5年目の契約オプションを行使された。